# Alaus oculatus
El escarabajo click de ojos (por su nombre en inglés: "Eyed click beetle") (Alaus oculatus) es una especie de insecto del orden de los coleópteros de la familia de los elatéridos. Se distribuye en Norteamérica.

## Descripción
De unos 25 a 45 mm. se distingue fácilmente por sus enorme manchas oculares en el pronoto que ocupa su tercera parte, las cuales son negras con un borde circular blanco. Las larvas son predadoras, pues se alimentan de larvas de escarabajos perforadores de la madera como los cerambícidos; mientras que los adultos se alimentan de néctar y jugos de las plantas. Los huevos son depositados en el suelo en la madera en descomposición.

## Distribución
Su hábitat son los bosques mixtos y bosques de tierras altas con hojas caduca. Se distribuye al este de Estados Unidos en Indiana, Atlanta, Texas, Florida, Dakota del Sur y Nueva York. En Canadá al sur de Ontario y Quebec.